# Жовтень 2021
Жовтень 2021 — десятий місяць 2021 року, що розпочався у п'ятницю 1 жовтня та закінчився у неділю 31 жовтня.

## Події
- 1 жовтня
  - У Дубаї відкрилась всесвітня виставка Expo 2020[1]
  - Політик Міхеіл Саакашвілі повернувся до Грузії, де його відразу заарештували[2].
- 2 жовтня
  - У Катарі вперше відбулись вибори[en] до Консультативних зборів[en][3]
- 3 жовтня
  - Міжнародний консорціум журналістів-розслідувачів оприлюднив «досьє Пандори». Витік даних Pandora papers розкриває нинішніх або колишніх світових лідерів та інших чиновників по всьому світу, які володіли активами в податкових притулках або через них.[4][5][6]
- 4 жовтня
  - Кісіда Фуміо затверджений на посаді нового прем'єр-міністра Японії[7]
  - Нобелівську премію з фізіології або медицини отримали американські дослідники Девід Джуліус і Ардем Патапутян за відкриття термо- та механорецепторів[8].
  - Стався глобальний збій у роботі соціальних мереж та інших призначених для користувача платформ: Facebook, Instagram, WhatsApp і Netflix.[9][10]
- 5 жовтня
  - Нобелівську премію з фізики отримали японець Сюкуро Манабе та італієць Джорджо Паризі за фізичне моделювання клімату, кількісну оцінку мінливості та надійне прогнозування глобального потепління Землі[11].
  - Запуск до МКС космічного корабля Союз МС-19, на борту якого росіяни — космонавт Роскосмоса Антон Шкаплеров, кінорежисер Клим Шипенко та актриса Юлія Пересільд. Останні будуть здійснювати на борту станції зйомки фільму «Виклик».[12]
  - Microsoft випустила Windows 11[13].
- 6 жовтня
  - Нобелівську премію з хімії отримали німець Беньямін Ліст і американець Девід Макміллан за «розвиток асиметричного органокаталізу»[14].
- 7 жовтня
  - Верховна Рада України ухвалила рішення про відставку Дмитра Разумкова з посади голови парламенту[15].
  - Нобелівською премією з літератури 2021 року відзначений танзанійський письменник Абдулразак Гурна[16].
- 8 жовтня
  - Верховна Рада України обрала головою парламенту Руслана Стефанчука[17].
  - У віці 33 років помер народний депутат Антон Поляков[18]
  - Нобелівську премію миру отримали російський журналіст Дмитро Муратов та філіппіно-американська журналістка Марія Ресса за зусилля щодо захисту свободи вираження думок, який є передумовою демократії і міцного миру[19].
- 9 жовтня
  - На Парламентських виборах у Чехії більшість отримує опозиційний блок SPOLU[20].
  - Себастьян Курц пішов з посту канцлера Австрії після початку розслідування зі звинувачення в корупції[de][21].
  - В Лівані через нестачу палива дві великі електростанції припинили роботу, що призвело до відключення електроенергії у більшості регіонів країни[22].
- 10 жовтня
  - Переможцем Ліга націй УЄФА 2020—2021 стала збірна Франції — у фіналі вона здолала збірну Іспанії[23].
  - На Чемпіонаті світу з боротьби 2021, що пройшов в Осло, найбільшу кількість нагород здобули спортсмени з Ірану[24].
- 11 жовтня
  - Премію імені Альфреда Нобеля з економіки отримали: канадсько-американський економіст Девід Кард за «емпіричний внесок у економіку праці» та американці Джошуа Ангріст і Гвідо Імбенс — «за методологічний внесок у аналіз причинно-наслідкових зв'язків».[25]
- 12 жовтня
  - Україна та Європейський Союз підписали Договір з відкритого неба[26]
- 15 жовтня
  - У Російській Федерації стартував перепис населення[27].
  - У Великій Британії під час зустрічі з виборцями у м. Саутенд-он-Сі було смертельно поранено ножем політика Девіда Еймісса. Це перше вбивство британського політика з 2016 року.[28]
  - До китайської космічної станції стартував корабель Шеньчжоу-13 із трьома космонавтами на борту[29].
- 16 жовтня
  - НАСА запустило космічний апарат Люсі, призначений для вивчення Троянських астероїдів Юпітера[30].
- 17 жовтня
  - Кіберспорт. Збірна команда гравців України та Росії у складі «Team Spirit» перемогла у фіналі чемпіонату світу в комп'ютерній грі «Dota 2» та заробила 18.2 млн доларів.[31]
- 20 жовтня
  - Премію імені Сахарова за 2021 рік отримав російський опозиційний політик Олексій Навальний[32].
- 21 жовтня
  - Під час зйомок майбутнього фільму «Раст (Іржа)» на ранчо Бонанза-Крік (Нью-Мексико, США), актор Алек Болдвін розрядив реквізитну вогнепальну зброю, убивши операторку Галину Гатчинс і травмовавши режисера Джоела Соуза.[33]
- 22 жовтня
  - Головою Верховного Суду України обраний Всеволод Князєв[34].
- 24 жовтня
  - За результатами президентських виборів в Узбекистані[en], чинного президента Шавката Мірзійоєва було переобрано на другий термін[35].
  - На Чемпіонаті світу зі спортивної гімнастики, що пройшов у Японії, найбільшу кількість нагород отримали китайські спортсмени[36].
- 25 жовтня
  - Ринкова капіталізація компанії Tesla Inc. вперше досягла відмітки в 1 трильйон доларів США[37].
- 26 жовтня
  - Апеляційний суд Амстердама ухвалив рішення повернути експонати виставки «скіфського золота» українській державі[38].
  - Війна на сході України: в районі проведення операції Об'єднаних сил вперше відбулося бойове застосування турецького розвідувально-ударного безпілотного комплексу «Байрактар»[39].
- 28 жовтня
  - Засновник компанії Facebook Марк Цукерберг оголосив про зміну назви компанії на Meta Platforms[40].
- 29 жовтня
  - Ілон Маск став найбагатшою людиною за всю історію рейтингів «Bloomberg», його статки досягли 300 млрд доларів США[41]
- 31 жовтня
  - У Римі пройшла дводенна зустріч Великої двадцятки[42].
  - У Глазго розпочала роботу Конференція ООН зі зміни клімату 2021 року[43].
  - На позачергових виборах Харківського міського голови переміг секретар міськради, кандидат від партії «Блок Кернеса — Успішний Харків» Ігор Терехов. Він набрав 50,66 % голосів[44].
  - На Чемпіонаті світу з художньої гімнастики, що пройшов у Японії, найбільшу кількість нагород отримали спортсменки з Російської Федерації.